# Architecture zianide

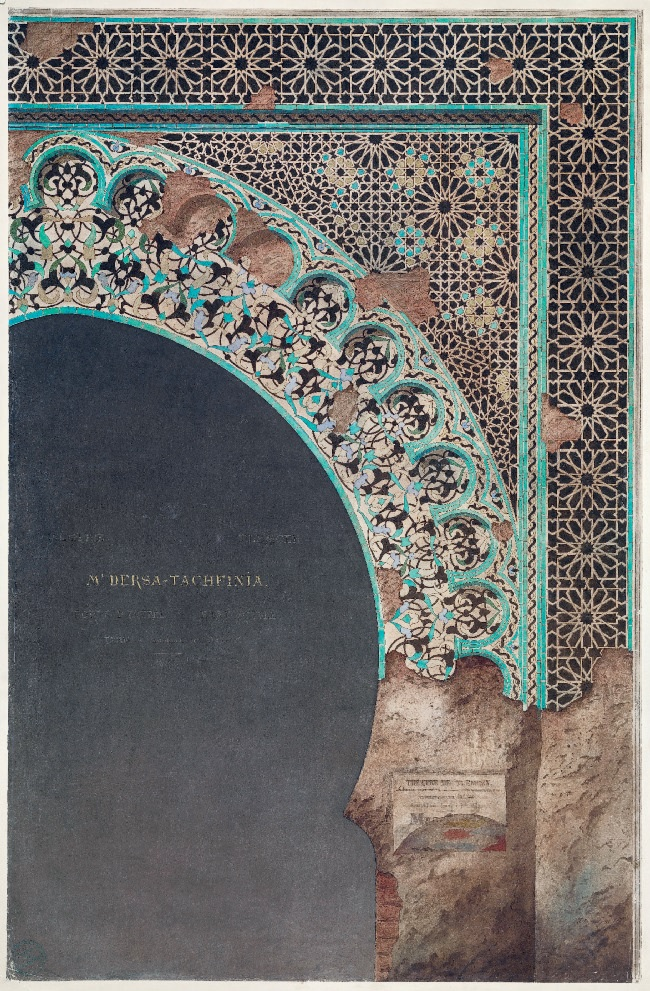
Fragments de Zellige de l'entrée de la Médersa Tachfinia.

L'architecture zianide, est apparue dans le royaume de Tlemcen entre le XIIIᵉ et le XVIᵉ siècle, dans la région nord-ouest de l'actuelle Algérie. Elle s'inscrit dans la continuité des traditions architecturales islamiques occidentales, souvent désignées sous le nom de "style hispano-mauresque", tout en développant des éléments distinctifs qui ont perduré pendant des siècles,,. Ce style architectural a été fortement influencé par le califat almohade et l'architecture andalouse, donnant naissance à un patrimoine durable d'accomplissements architecturaux mauresques.

## Contexte historique
Après la bataille de Las Navas de Tolosa, le Maghreb islamique vit l’émergence de trois grandes dynasties à partir du XIIIᵉ siècle : la dynastie hafside en Ifriqiya, la dynastie zianide au Maghreb central et la dynastie mérinide au Maghreb occidental. Cette division était une conséquence inévitable de la situation politique tendue de l’époque, marquée par des conflits et des guerres. Avec l’affaiblissement de l’Empire almohade, chacune de ces dynasties chercha à établir son autorité et à définir ses frontières aux dépens des autres,.
Lorsque le prince Yaghmoracen Ibn Ziane déclara son indépendance vis-à-vis du pouvoir almohade en 1235, il avait pour objectif de consolider l’unité de son État et d’en établir les fondements. Il désigna la Tlemcen comme capitale politique de la dynastie des Beni Abd al-Wad, faisant d’elle le centre du Maghreb central ainsi qu’un foyer d’influence culturelle dans le Maghreb islamique au Moyen Âge.
Tlemcen joua un rôle majeur dans divers domaines, notamment le commerce. Elle devint le principal centre commercial de la région, surpassant Tahert, et abritait des comptoirs marchands européens facilitant les échanges entre les commerçants africains et européens,. La ville occupa une place essentielle dans le commerce transsaharien de l’or africain, qui parvenait aux mains des Européens via cette plaque tournante.
Sous la dynastie zianide, l’urbanisme connut un essor remarquable et une période de prospérité. Malgré des périodes de troubles politiques et sociaux à Tlemcen, l’activité de construction de bâtiments religieux, civils et militaires fut intense. De plus, un grand nombre de savants émergèrent, laissant une empreinte durable sur les sciences et l’architecture de la région. En conséquence, Tlemcen, capitale des Zianides, fut également considérée comme l’une des villes les mieux administrées et les plus civilisées du monde.

## Architecture des mosquées
Les Zianides possédaient une expertise en architecture islamique, laissant derrière eux des structures caractérisées par l’incorporation distinctive du zellige local et de décorations en céramique. Un exemple en est la mosquée de Sidi Bellahsen. Considérée comme l'une des structures les mieux préservées de l'architecture zianide, elle était ornée d’éléments décoratifs et artistiques raffinés. Les mosquées d’Ouled Al-Imam et de Sidi Ibrahim en sont deux autres exemples. Les Zianides érigèrent des minarets pour des mosquées déjà existantes, comme le minaret de la mosquée d’Agadir, celui de Djamaâ El Kebir à Alger, ainsi que les deux minarets de la Grande Mosquée de Tlemcen et de la Grande Mosquée de Nedroma,.

### Minaret

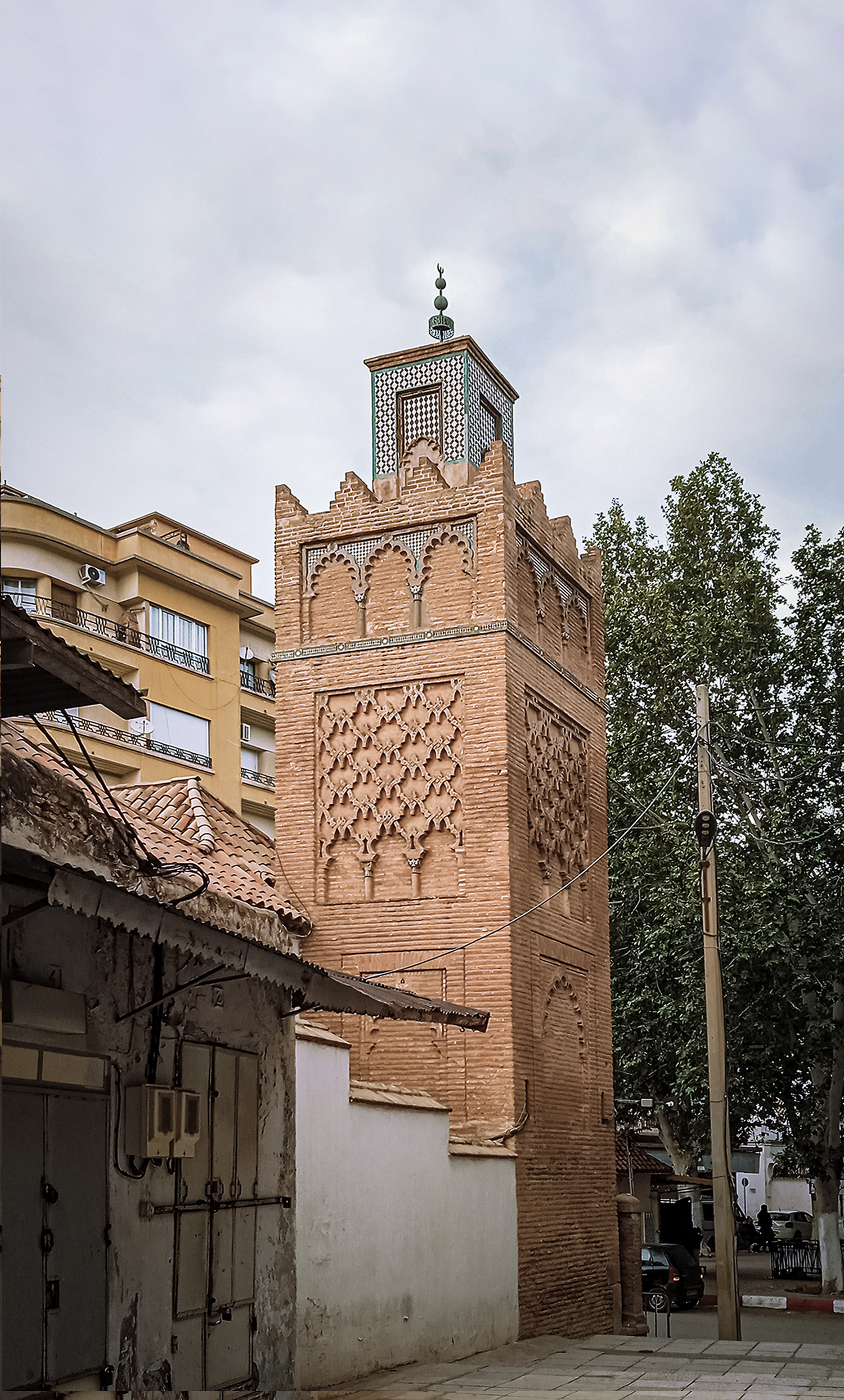
Minaret de la Mosquée de Sidi Bellahsen.

Les Zianides ont laissé divers minarets à travers leur royaume, qui ont été préservés jusqu'à nos jours, dont une grande partie a été construite dans leur capitale, Tlemcen. Ces minarets sont de forme carrée et se composent généralement de deux étages.
Ces minarets remontent à la période Zianide du Maghreb central. Parmi eux, on compte huit minarets, notamment celui de la mosquée Sidi Abu Al-Hasan, celui de la mosquée Sidi Ibrahim, celui de la Grande Mosquée de Tlemcen, celui de la mosquée Nador, celui d'Agadir, celui de la mosquée Ouled El-Imam, celui de la Grande Mosquée d'Alger et celui de la mosquée Mustur.
Les minarets zianides se distinguent par leur forme carrée et leur emplacement aux coins du mur arrière de la mosquée, à l'exception des mosquées de Tlemcen et d'Alger, où le minaret est situé au centre du mur arrière, aligné avec le mihrab. Ils se caractérisent également par leur hauteur modérée, proportionnelle à la taille de la mosquée, qu'elle soit grande ou petite.
Les minarets zianides, tant dans leur apparence extérieure générale que dans leurs éléments décoratifs, ont été influencés par les minarets Almohades. Une preuve de cette influence réside dans le fait que les minarets zianides possèdent deux étages au lieu de trois.
Quant à la structure interne du minaret, elle présente une ressemblance frappante avec celle du minaret de la grande mosquée de Kalâa des Béni Hammad,.

### Apparence extérieure

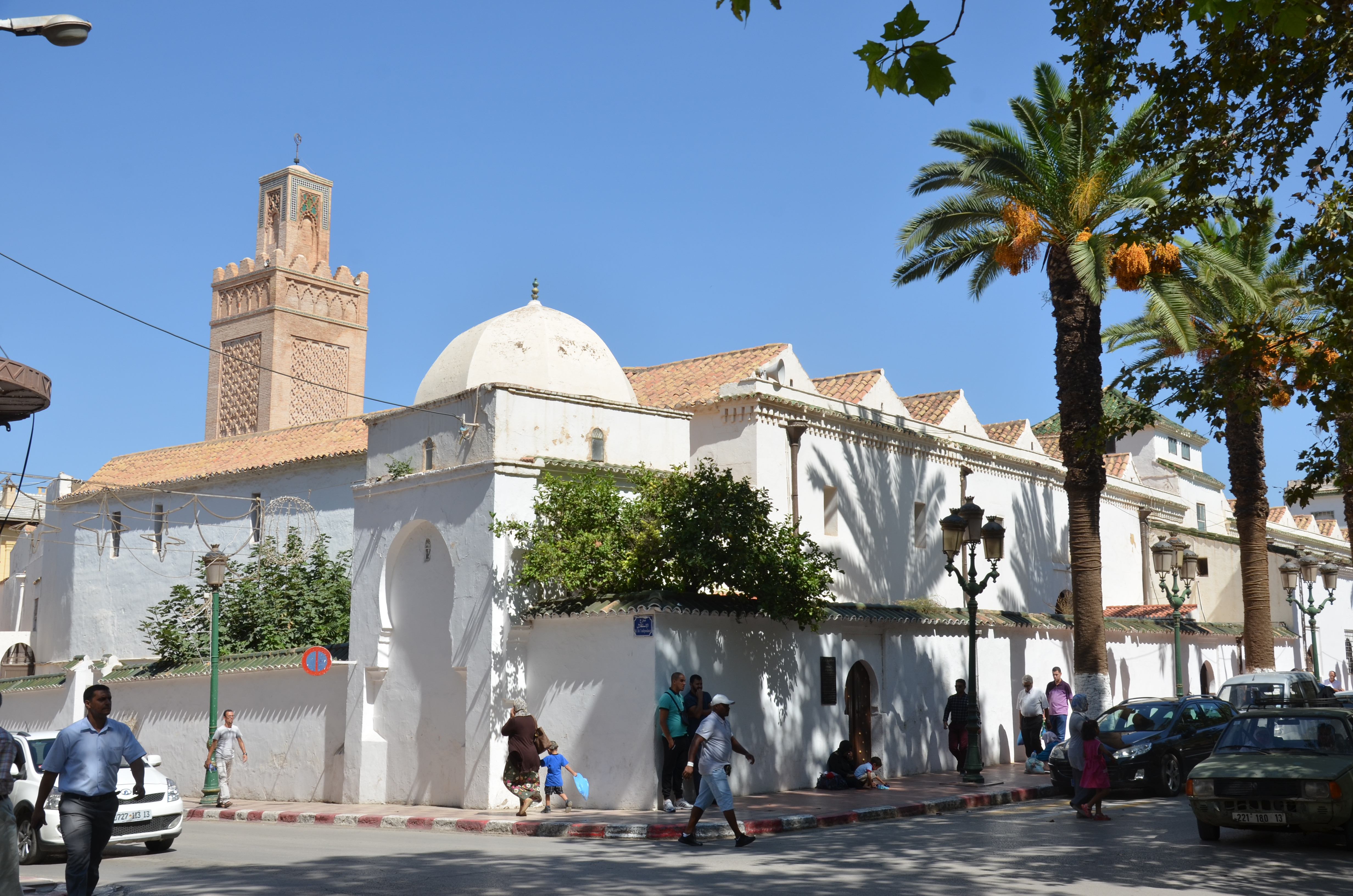
Vue extérieure de la Grande Mosquée de Tlemcen.

Les mosquées sous le règne des Zianides adoptaient une forme architecturale rectangulaire, orientée du nord au sud pour les mosquées Sidi Bellahsen et Sidi Ibrahim, et d'est en ouest pour la mosquée Ouled El Imam. La plupart du temps, le minaret occupe l’un des coins du rectangle, comme le coin sud-est dans la mosquée Sidi Bellahsen, le coin nord-ouest dans la mosquée Sidi Ibrahim et le coin nord-est dans la mosquée Ouled El Imam.
Quant aux entrées, leur forme, leur position et leur nombre varient d’une mosquée à l’autre. L’entrée principale de la mosquée Sidi Bellahsen se trouve au milieu du mur est et constitue une entrée commémorative proéminente. La deuxième entrée s’ouvre du côté sud-ouest et est une entrée simple et ordinaire, semblable aux trois entrées de la mosquée Ouled El Imam : une sur le mur est et les deux autres sur le mur nord donnant historiquement sur la cour partagée avec la médersa.
La mosquée Sidi Ibrahim possède trois entrées commémoratives proéminentes, situées sur trois côtés de la mosquée, à l’exception du côté sud-est. Elles sont disposées de manière équilibrée et harmonieuse.
Les toits des trois mosquées apparaissent de l’extérieur sous une forme en pente ou en pyramide tronquée. Ce style de toiture est adapté au climat de la région, facilitant l’écoulement des eaux de pluie en hiver et assurant une ventilation rafraîchissante à l’intérieur de la mosquée en été. Les toits semblent être recouverts de tuiles solides, brillantes et de couleur verte. Ils sont disposés verticalement le long du mur de la qibla dans les mosquées Sidi Bellahsen et Ouled El Imam, et parallèlement dans la mosquée Sidi Ibrahim, où son dôme, situé devant le mihrab, dépasse légèrement vers l’extérieur avec de petites fenêtres pour l’éclairage et la ventilation, certaines étant ouvertes, d’autres fermées. Des fenêtres supplémentaires pour l’éclairage et la ventilation sont également percées dans les murs des trois mosquées.

### Aspect intérieur

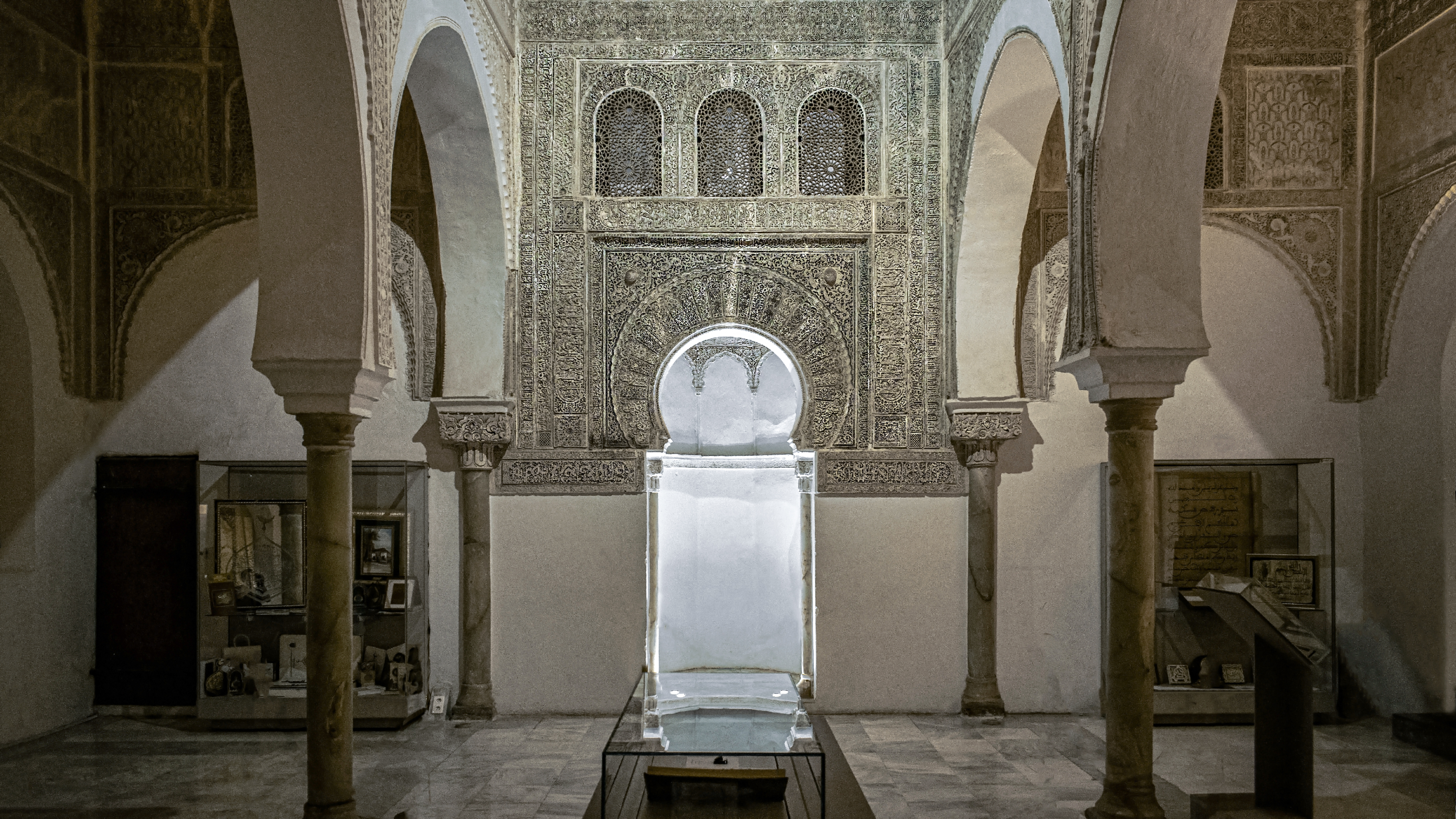
Mihrab de la mosquée de Sidi Bellahsen.

Les mosquées zianides ont conservé leur fondement architectural, à l’exception de la mosquée d'El Mechouar, qui a subi une transformation complète de sa forme architecturale, ne conservant que son minaret comme élément d’origine,.
En réalité, les mosquées zianides sont de petite taille comparées aux mosquées Almoravides précédentes de Tlemcen, ce qui confirme leur fonction secondaire, comme en témoignent leurs dimensions générales. Par exemple, la mosquée Sidi Bellahsen mesure environ 10,20 mètres de longueur sur 9,70 mètres de largeur et se distingue par l’absence de cour. Quant à la mosquée Ouled El Imam, elle mesure environ 9 mètres de longueur sur 6,30 mètres de largeur. La mosquée Sidi Ibrahim est considérée comme la plus grande et la plus spacieuse, avec une salle de prière d’environ 19 mètres de longueur sur 15,40 mètres de largeur.
Chaque mosquée possède une petite porte menant au minaret. Les entrées des mosquées Sidi Bellahsen  et Ouled El Imam sont directement reliées à la salle de prière, tandis que deux des entrées de la mosquée Sidi Ibrahim mènent à l’arrière de la salle de prière et une autre à une cour centrale ouverte.

## Architecture des palais
La construction de palais était répandue tout au long de l’ère zianide à travers le Royaume de Tlemcen, les sultans de la dynastie zianide ayant manifesté un grand intérêt pour l’édification et l’urbanisme. Parmi les structures architecturales importantes établies durant cette période figuraient les palais, notamment le Palais El Mechouar,.
Yaghmoracen Ibn Ziane portait un vif intérêt à la construction, une passion qu’il transmit à son fils Abou Saïd Uthman Ier et à son petit-fils Abou Hammou Moussa Ier, qui contribuèrent à l’édification de structures architecturales religieuses et urbaines. Les archives historiques attestent que le sultan Abou Hammou Moussa Ier fit bâtir un palais près de la ville de Mazouna après sa conquête en 1311. Son fils Abû Tâshfîn (1318-1337) s’intéressa également à la construction, faisant de son règne une période de prospérité urbaine à Tlemcen. Le nombre de maisons et de demeures sous son règne aurait atteint environ seize.
Il était particulièrement passionné par la construction de palais, parmi lesquels trois étaient particulièrement célèbres : Dar Al-Malik, Dar Al-Surur et le palais d’Abu Fehr dans le complexe du Palais El Mechouar. Cependant, leurs emplacements exacts restent inconnus, car ils furent détruits par les Mérinides lors de l’attaque de Tlemcen menée par Ahmad ibn Ibrahim al-Mustansir en 1387.
Le Palais El Mechouar est le palais royal et le principal siège des sultans de la dynastie zianide. Il a été construit par Yaghmoracen Ibn Ziane et agrandi par Abou Hammou Moussa Ier,, qui y ajouta plusieurs installations. L’un des textes historiques les plus importants mentionnant le Palais El Mechouar est la description détaillée du voyageur Léon l'Africain, qui écrivit :
« Le palais royal d’El Mechouar est situé au sud de la Tlemcen et est entouré de hautes murailles sous forme de forteresse. Il contient d’autres petits palais avec des jardins et des vergers, tous bien construits et ornés de magnifiques décorations architecturales. Le palais possède deux portes : l’une s’ouvrant vers la campagne et l’autre au centre de la ville, où réside le chef de la garde ».
Les murs du palais étaient richement décorés, agrémentés de Zellige et de stuc finement sculpté. De plus, la calligraphie islamique ornait cette structure. Les vestiges de l’un des palais, étudiés par les archéologues, révèlent une alcôve centrale dans la grande salle d’audience. Inspirée des palais Zirides, cette caractéristique distingue le palais des autres résidences royales contemporaines.
Entre 2010 et 2011, une reconstruction moderne a été érigée sur ces vestiges, bien que son lien avec la conception originale du palais reste incertain.
Le complexe palatial comprenait de nombreuses résidences, pavillons et jardins, accompagnés d’infrastructures essentielles telles qu’une mosquée et un hammam.
Sous les Zianides, quatre palais majeurs virent le jour : Dar al-Malik (arabe : دار الملك), Dar Abu Fahr (arabe : دار أبي فهر), Dar al-Surur (arabe : دار السرور) et Dar al-Raha (arabe : دار الراحة). Abû Tâshfîn, durant son règne (1318-1337), fut le maître d’œuvre de trois de ces palais.
Les architectes ont conçu certains de ces palais en fonction des saisons. La résidence d’été, construite en brique crue, conservait une fraîcheur agréable, tandis que la résidence d’hiver, bâtie en pierre, offrait une chaleur adaptée aux mois les plus froids.
Il est à noter que le Palais El Mechouar demeure un monument remarquable du Royaume de Tlemcen, illustrant l’art et l’architecture zianides, avec une influence évidente du style andalou.

## Fortifications
Pendant leur règne, les Zianides ont pris des mesures significatives pour fortifier plusieurs villes du Maghreb central, notamment Honaine, Nedroma, Ténès et leur capitale, Tlemcen. Par exemple, Alger fut entourée de murailles imposantes et grandioses sous le commandement du sultan Abû Tâshfîn. La majorité de leurs efforts furent toutefois concentrés sur Tlemcen, en raison des fréquentes attaques des Mérinides. La ville fut ainsi entourée d’un profond fossé et renforcée par de hautes murailles construites en argile, sable et calcaire.
Les circonstances politiques et militaires auxquelles faisait face l'État zianide, ainsi que les développements parmi leurs voisins mérinides et hafsides, les incitèrent à établir diverses fortifications militaires adaptées aux conditions politiques et militaires de l’époque, consolidant ainsi leur position. Par conséquent, ces fortifications devinrent un bastion pour la région.
Au milieu du XIIIe siècle, Tlemcen fut fondée par la fusion de deux anciennes villes, Tagrart et Agadir, en une seule cité unifiée sous le règne du sultan Yaghmoracen Ibn Ziane. Sous son règne, Tlemcen fut transformée en une ville unifiée protégée par de hautes murailles, atteignant environ sept couches en certains endroits. Yaghmoracen Ibn Ziane entreprit également la construction des imposantes murailles de Kachout en 1265. Un voyageur marocain décrivit ces murailles comme "les plus fortes et les plus solides", témoignant de leur hauteur et de leur invincibilité.
Les sultans zianides construisirent également de nombreux forts, châteaux forts, tours et autres fortifications. À Tlemcen, ils édifièrent des tours défensives afin de renforcer leur capitale, parmi lesquelles le fort du Palais El Mechouar, ainsi que le fort El Kalaa. La construction de ces structures fut intensifiée lors du siège de Béjaïa (1326-1329) et d'autres attaques contre les Hafsides, notamment celle de Temzezdekt, qui fut défendue par trois mille soldats. Abû Tâshfîn construisit également davantage de fortifications à l’est du royaume pour consolider sa position dans cette région, y compris les forts de Bakr et Yaqut.

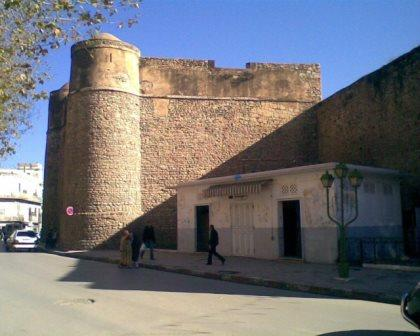
Remparts du palais El Mechouar
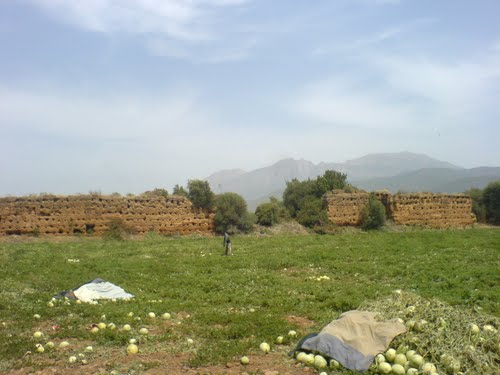
Vestiges de la forteresse zianide de Timzizdekt
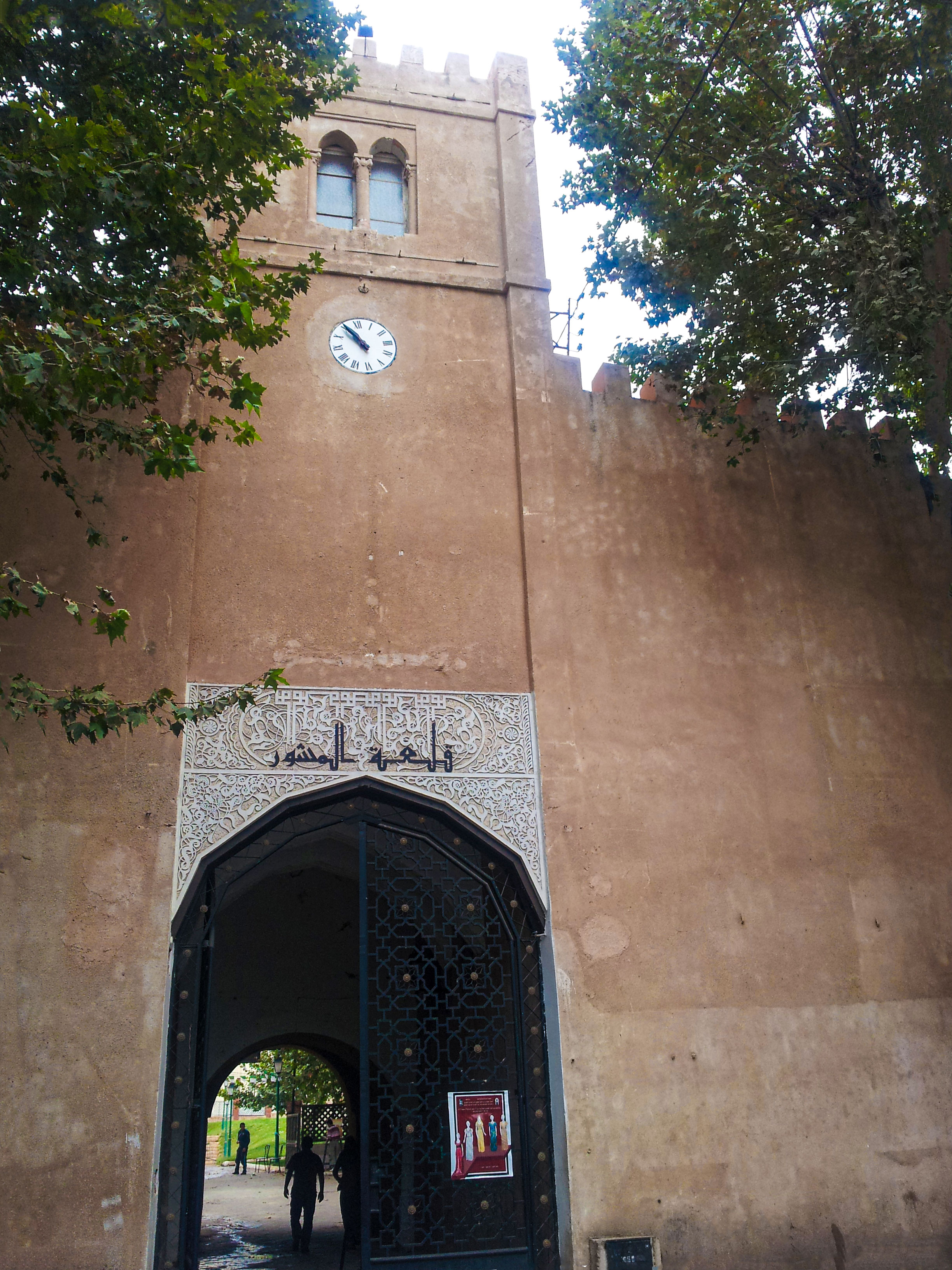
Image moderne de l'entrée du palais d'El Mechouar

## Autres constructions

### Médersas

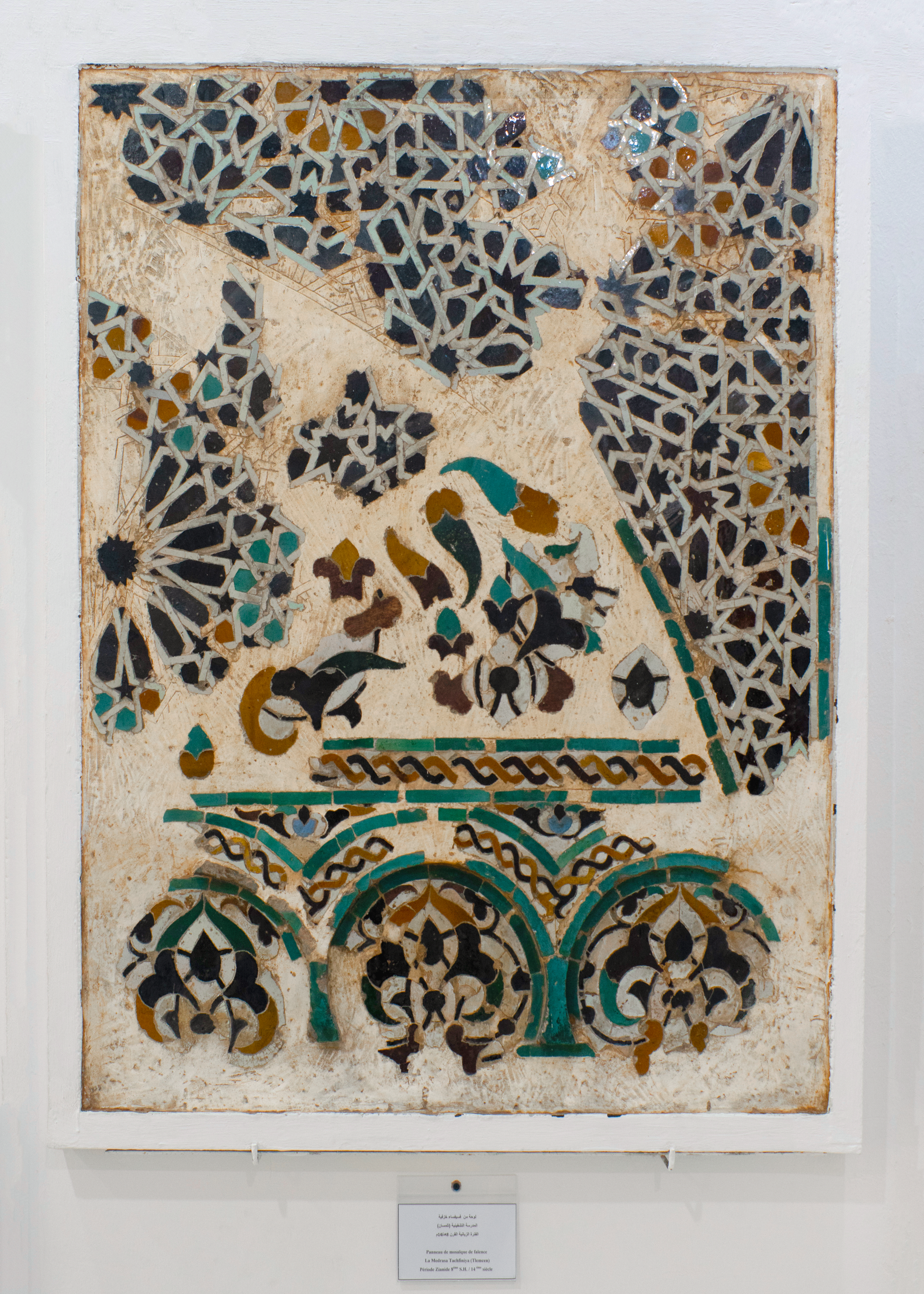
Fragments de Zellige de l'entrée de la Médersa Tachfinia.

La dynastie Zianide fut la première à construire des médersas sur le territoire contrôlé par le Royaume de Tlemcen dans le Maghreb central, tout comme leurs dynasties voisines, les Hafsides et les Mérinides, qui introduisirent les premières médersas au Maghreb oriental et occidental. La première médersa fut construite en 1310 à Tlemcen par Abou Hammou Moussa Ier et fut nommée "al-Madrasa al-Qadima" ou "Ancienne Médersa" (aujourd'hui madrasa Ouled El Imam).
Les souverains Zianides accordaient une grande importance à la construction de médersas, dans le but de raviver l'école de pensée malikite et d'éliminer l'influence de l'école almohade. De plus, la fondation de ces écoles visait à diffuser le savoir et la culture à Tlemcen, ainsi qu'à guider la population. Elle marquait également un progrès dans la vie scientifique et culturelle. Les médersas du royaume disposaient d'une bibliothèque au bénéfice des étudiants, ainsi que d'une aile privée pour héberger à la fois les étudiants et les voyageurs. Leur financement provenait à la fois du pouvoir central et de riches marchands et érudits.
Les médersas se multiplièrent dans la ville de Tlemcen à l'époque zianide, servant de refuge aux étudiants en quête de savoir. Le voyageur Al-Hassan Al-Wazzan fit référence à ces médersas en déclarant : « Il y a de nombreuses excellentes mosquées dans la ville de Tlemcen, avec des imams et des prédicateurs, ainsi que cinq écoles bien construites et ornées ». Ibn Al-Ahmar mentionna également ces médersas, indiquant que le nombre d'écoles établies à Tlemcen sous la dynastie Zianide s'élevait à cinq grandes écoles.
L'un des exemples les plus remarquables des écoles zianides était la Médersa Tachfinia (aujourd'hui disparue), construite par Abû Tâshfîn au début du XIVe siècle. Elle fut la deuxième médersa et un monument majeur de la ville de Tlemcen. La caractéristique la plus marquante de son ornementation était son usage du zellige coloré, qui décorait de nombreuses parties de l'édifice. Ce style raffiné consistait à assembler avec habileté des carreaux de différentes couleurs, telles que le turquoise, le bleu clair, le noir et le blanc, en mosaïques complexes, formant des motifs élaborés d'arabesques et de motifs géométriques islamiques,.
Cela fit d'elle la plus grande école du Maghreb central à cette époque, et elle continua à remplir sa mission académique jusqu'à la fin du XVIe siècle. Parmi ses enseignants renommés figurait le savant malikite Abu Musa Al-Mushaddali, qui comptait parmi les érudits les plus éminents.

### Travaux urbains
Pendant le règne des Zianides à Tlemcen, un nombre remarquable d’infrastructures et de bâtiments civiques furent construits pour diverses fonctions. Les textes historiques soulignent la présence de nombreux hammams disséminés à travers la ville. Un voyageur marocain témoigna de la propreté du Hammam Al-A'la, qui acquit une grande renommée.
De plus, les Zianides édifièrent plusieurs fonduqs (Caravansérail) pour accueillir les marchands européens à Tlemcen, ainsi que dans la ville d'Oran. Léon l'Africain, voyageur de l’époque, nota l’existence de caravansérail aux murs imposants lors de son passage dans la ville d'Oran.
À Tlemcen, en raison de l’importance commerciale de la ville, le sultan Abou Hammou Moussa Ier alloua de vastes espaces au nord et au sud pour ces caravansérail. Certaines structures civiles de l’époque du Royaume de Tlemcen existent encore aujourd’hui, comme le pont de Safsaf et le grand bassin de Tlemcen, construit sous le règne de Abû Tâshfîn. Ce dernier servait à l’approvisionnement en eau des champs et des habitations en période de sécheresse, ainsi qu’à soutenir la ville en cas de siège,.

## Décorations

### Motifs géométriques

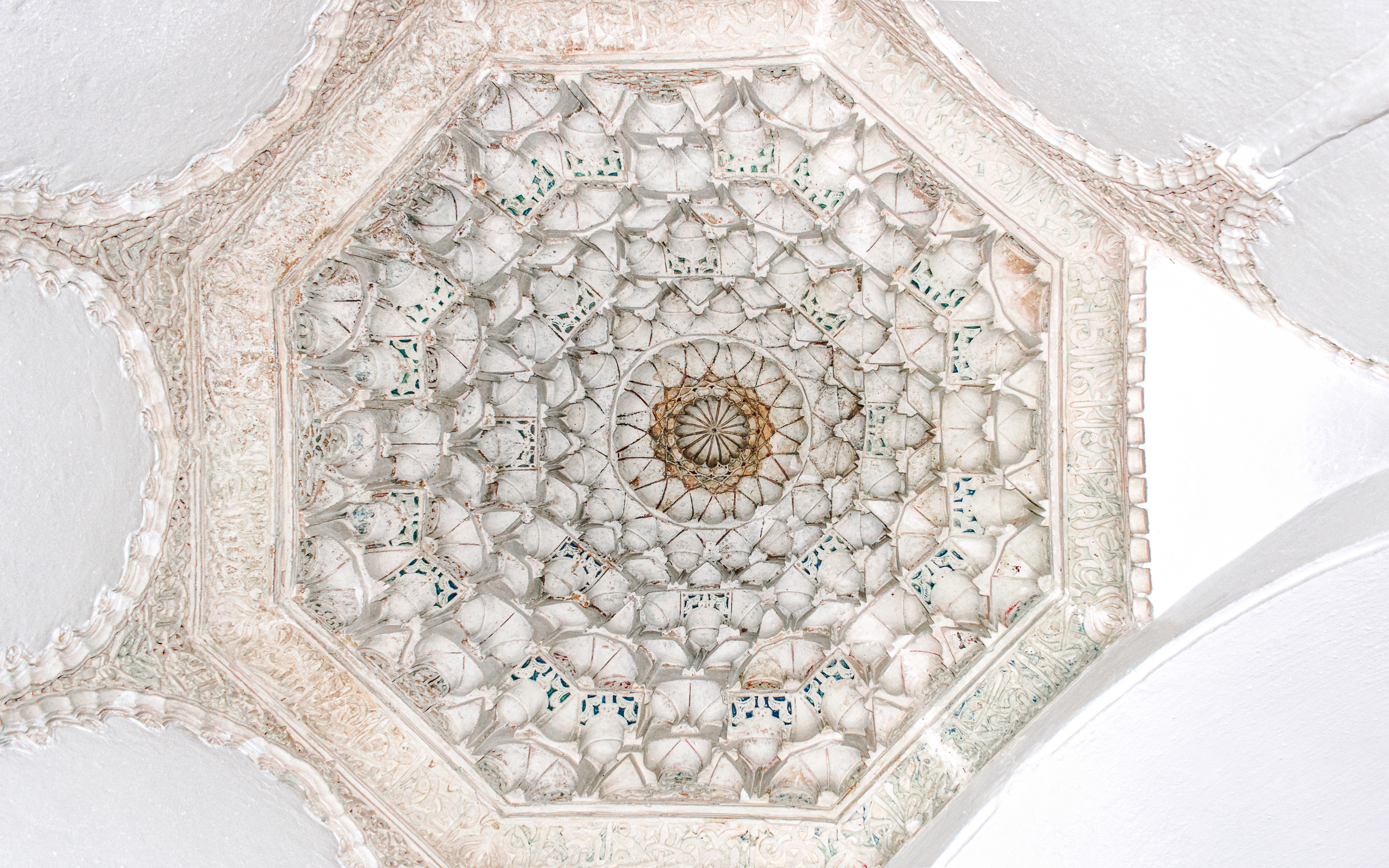
Muqarnas à l'intérieur du mihrab de la Mosquée de Sidi Bellahsen.

L'un des motifs géométriques islamiques les plus remarquables dans les constructions zianides peut être observé dans la mosquée de Sidi Bellahsen, qui intègre des formes géométriques se mêlant à des éléments floraux et calligraphiques. Parmi les exemples figurent des frises géométriques contenant des formes issues de ces deux types d’ornementation.
Certains motifs géométriques, cependant, apparaissaient seuls, sans ornements supplémentaires, une rareté dans l’architecture zianide, comme les polygones en forme d’étoile. D’autres formes géométriques s’entrecroisaient pour créer des carrés ou des polygones, servant souvent de cadre aux ornements calligraphiques, notamment sur la façade du mihrab. Des motifs similaires étaient appliqués au minaret, décoré de formes géométriques en zellige.
Les motifs entrecroisés, caractérisés par de petites intersections internes, structuraient l’édifice, un design également visible sur le minaret de la mosquée d’Ouled El Imam. En outre, divers autres édifices présentaient des motifs géométriques réalisés en zellige, sous forme de carrés, d’étoiles polygonales et de dérivés multicolores.
Enfin, des polygones en étoile ainsi que des décorations en plâtre et des éléments de treillis en céramique figurent également parmi les ornements attestés dans l’architecture zianide.

### Motifs floraux et végétaux

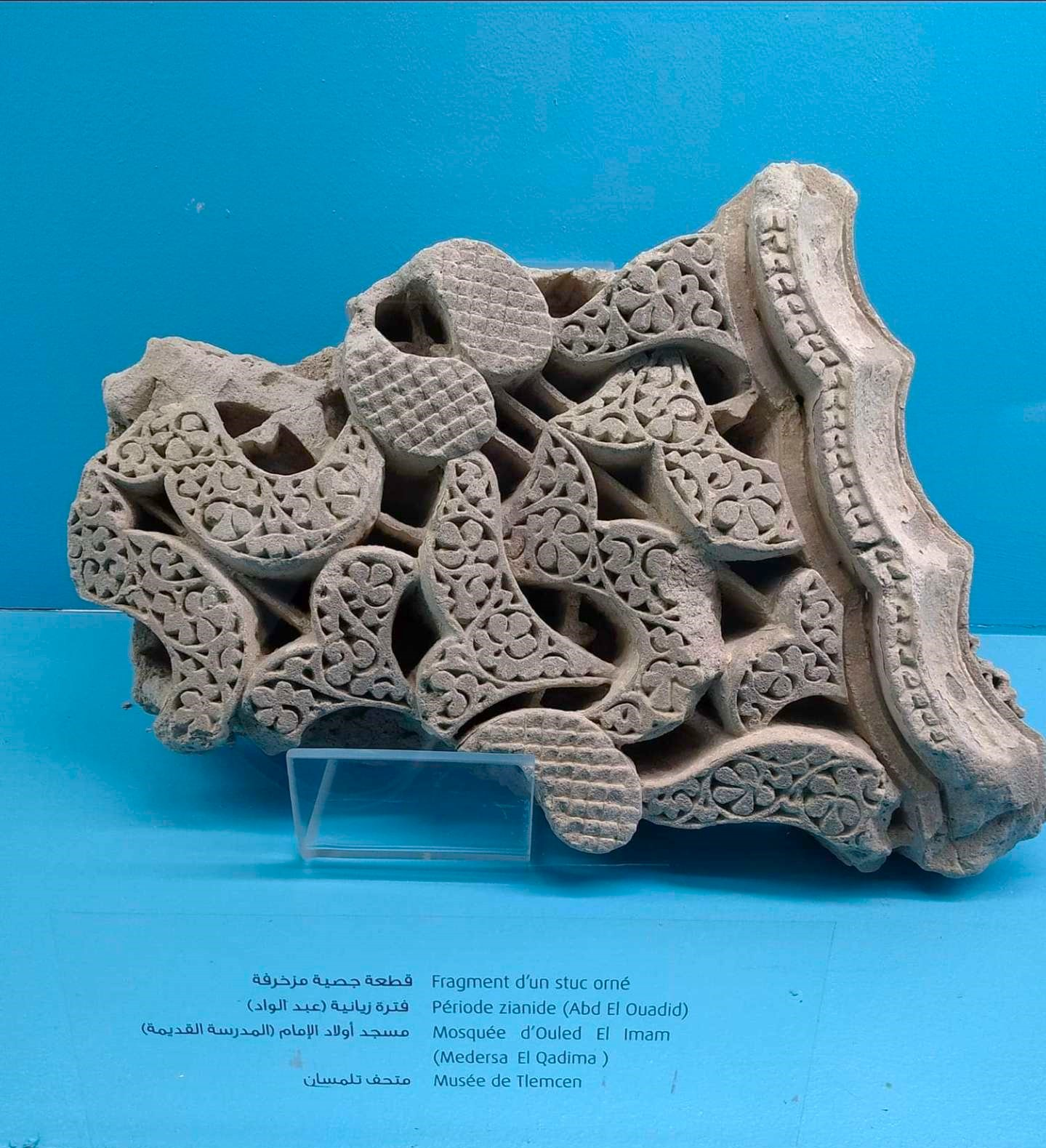
Une pièce décorative en arabesque provenant de la médersa zianide d’Ouled El Imam, actuellement conservée au Musée de Tlemcen.

L’ornementation végétale et florale reçut une attention particulière durant la période zianide. Cela se reflète dans la diversité des éléments utilisés dans différentes structures, notamment la mosquée de Sidi Bellahsen. Parmi ces motifs, on retrouve des palmettes sous diverses formes, qu'elles soient simples, doubles ou triples, ainsi que des tiges hélicoïdales et courbées, des feuilles trilobées et quadrifoliées, en plus de motifs de vigne, également présents dans les décors réalisés par les artisans de l’architecture almoravide(pp156).
Toutes les structures zianides partagent le même style d’ornementation islamique, avec seulement de légères variations. Par exemple, la mosquée d’Ouled Al-Imam présentait des ornements végétaux composés de palmettes simples intégrant des feuilles pentagonales.
Parmi les éléments de cette décoration botanique figure la « maharra »(pp27), d’où se déploient des palmes. Cet élément est également récurrent dans le décor de la mosquée de Sidi Ibrahim(pp173).

### Ornements calligraphiques
La calligraphie islamique était également utilisée en coordination avec d'autres ornements géométriques et végétaux. Elle se présentait principalement sous la forme de l'écriture Naskh, qui couvrait la plupart des annotations marginales dans divers écrits, dont de nombreux versets coraniques. Cette écriture était la plus utilisée durant la période zianide, contrairement aux Almoravides, qui privilégiaient davantage l'écriture coufique.
L'écriture coufique était néanmoins présente, notamment dans le mihrab de la mosquée de Sidi Bellahsen(pp161) et dans le mosquée de Sidi Brahim El Masmoudi. Elle était également employée pour les chapiteaux et les plaques commémoratives, et figurait en bonne place dans des mosquées comme celle de Sidi Ibrahim(pp253), ainsi que sur des minarets, notamment ceux de la Grande Mosquée de Nedroma et de la mosquée d'El Mechouar(pp212).